# Marte Høie Gjefsen
Marte Høie Gjefsen (Lillehammer, 6 marzo 1989) è un'ex sciatrice alpina ed ex sciatrice freestyle norvegese, attiva principalmente nello ski cross.

## Biografia
La Gjefsen iniziò la sua carriera nello sci alpino: attiva in gare FIS dal novembre del 2004, prese parte esclusivamente a competizioni nazionali, vincendo tra l'altro la medaglia di bronzo nella discesa libera ai Campionati norvegesi 2008. Non debuttò in Coppa Europa o in Coppa del Mondo né prese parte a rassegne iridate.
Pur continuando a prendere parte a gare di sci alpino in Norvegia fino al 2015, dalla stagione 2008-2009 si dedicò al freestyle, specialità ski cross: esordì in Coppa Europa il 21 dicembre 2008 a Grasgehren (22ª) e in Coppa del Mondo il 19 febbraio 2009 a Myrkdalen/Voss (28ª). Conquistò la prima vittoria in Coppa del Mondo, nonché primo podio, il 20 gennaio 2010 a Blue Mountain; ai successivi XXI Giochi olimpici invernali di Vancouver 2010, suo esordio olimpico, si classificò all'11º posto.
Ai Mondiali di Deer Valley 2011, sua prima presenza iridata, si piazzò 8ª mentre due anni dopo, ai Mondiali di Oslo/Voss, fu 11ª. Ai XXII Giochi olimpici invernali di Soči 2014, sua ultima presenza olimpica, si classificò al 17º posto; sempre nel 2014 conquistò l'ultima vittoria in Coppa del Mondo, il 7 marzo ad Arosa, e l'unica vittoria in Coppa Europa, nonché unico podio, il 7 dicembre a Pitztal. Ai Mondiali di Kreischberg 2015 si piazzò 13ª e conquistò l'ultimo podio in Coppa del Mondo il 13 marzo dello stesso anno a Megève (3ª). Ai Mondiali di Sierra Nevada 2017, suo congedo iridato, si classificò 9ª; si ritirò durante la stagione 2017-2018 e la sua ultima gara fu la prova di Coppa del Mondo disputata il 20 gennaio 2018 a Nakiska e chiusa dalla Gjefsen al 27º posto.

## Palmarès

### Sci alpino

#### Campionati norvegesi
- 1 medaglia:
  - 1 bronzo (discesa libera nel 2008)

### Freestyle

#### Coppa del Mondo
- Miglior piazzamento in classifica generale: 17ª nel 2010
- Miglior piazzamento nella classifica della Coppa del Mondo di ski cross: 5ª nel 2010
- 9 podi:
  - 3 vittorie
  - 1 secondo posto
  - 5 terzi posti

##### Coppa del Mondo - vittorie
| Data            | Località      | Paese    | Specialità |
| --------------- | ------------- | -------- | ---------- |
| 20 gennaio 2010 | Blue Mountain | Canada   | SX         |
| 3 marzo 2011    | Grindelwald   | Svizzera | SX         |
| 7 marzo 2014    | Arosa         | Svizzera | SX         |

Legenda:

SX = ski cross

#### Coppa Europa
- Miglior piazzamento nella classifica di ski cross: 14ª nel 2009
- 1 podio:
  - 1 vittoria

##### Coppa Europa - vittorie
| Data            | Località | Paese   | Specialità |
| --------------- | -------- | ------- | ---------- |
| 7 dicembre 2014 | Pitztal  | Austria | SX         |

Legenda:

SX = ski cross

#### Campionati norvegesi
- 5 medaglie:
  - 4 ori (ski cross nel 2009; ski cross nel 2010; ski cross nel 2013; ski cross nel 2015)
  - 1 bronzo (ski cross nel 2012)